# Espatlla
En anatomia, l'espatlla o espatla designa la zona de l'extremitat superior que connecta aquesta amb el tronc. Per consegüent, es pot parlar de l'espatla dreta i de l'espatla esquerra, i de 'les espatles', en plural, si hom es refereix a totes dues alhora. Antigament, i encara ara en alguns dialectes del català, el vocable espat(l)la s'usa amb el mateix significat que muscle, però no s'ha usat mai amb el significat d'esquena pels éssers humans, ni tampoc com a equivalent de la part superior de l'esquena. Inclou l'articulació escapulohumeral i la resta d'estructures anatòmiques amb relació a aquesta.

## Estructura
Està formada per tres ossos, que es mantenen en el seu lloc a causa de la intervenció de músculs, tendons i lligaments: 
- la clavícula
- l'escàpula
- l'húmer (l'os del braç).

Les articulació principal és l'articulació glenohumeral, normalment dita «articulació del muscle» té forma de «cap» i "casquet" per a permetre a l'espatlla la rotació i el moviment en totes direccions separant-la del cos (Aquest "cap" és la part superior arrodonida de l'húmer; el "casquet" o glenoide, és la part en forma de disc de la vora externa de l'escàpula en la qual encaixa el cap). La càpsula és un embolcall de teixit tou que circumda l'articulació glenohumeral i està revestida per una prima i fina membrana sinovial.
L'articulació acromiclavicular, està situada entre l'acromi (part de l'escàpula que forma el punt més alt de l'espatlla) i la clavícula.
El manegot dels rotatoris és una estructura de tendons que, associada als músculs, manté el cap de l'húmer dins del disc glenoïdal, proporcionant mobilitat i força a l'articulació.
Diferents bosses permeten el lliscament suau d'ossos, músculs i tendons, al mateix temps que esmorteïxen i protegeixen el manegot dels rotatoris de l'arc ossi de l'acromi.

## Funció
El moviment del braç, facilitat per la capacitat de l'escàpula per a lliscar-se tant vertical com lateralment al llarg de la caixa toràcica.

## Rellevància clínica
- Síndrome del manegot dels rotatoris, amb la tendinitis del supraspinós
- Pinçament subacromial o síndrome subacromial
- Capsulitis adhesiva
- Tendinitis calcificant
- Artrosi i artritis, traumatismes: luxació, fractures

## Galeria

Anatomia de l'articulació de l'espatlla, vista posterior